# Хінгідрони
Хінгідрони (англ. quinhydrones, рос. хингидроны) — молекулярні комплекси хінону з еквівалентною кількістю відповідного гідрохінону, складені почергово (хінон — гідрохінон на віддалі 0,31—0,32 нм), в яких, однак, обмін атомами H відсутній. У лужних розчинах рівноважно перетворюються на відповідні парамагнітні радикали семіхінонів, йони яких при підкисленні переходять знову в діамагнітні хінгідрони.